# Церква Воздвиження Чесного Хреста Господнього (Синява)
Церква Воздвиження Чесного Хреста Господнього в Синяві — парафія і храм греко-католицької громади Збаразького деканату Тернопільсько-Зборівської архієпархії Української греко-католицької церкви в селі Синява Тернопільського району Тернопільської области.

## Історія церкви
На парафії колись була дерев'яна церква та римо-католицький костел, підірваний комуністичною владою у 1963 році. Сучасний храм вимурували у 1928 році жителі села — брати Гаврилюки, Тимко Нагірний, Григорій Чемерис та В. Герасимчук. З того часу церква завжди була діючою. З травня 2001 року на парафію, згідно з грамотою правлячого єпископа Михаїла Сабриги, прибув о. Мирон Бречко.
При парафії діють братство Матері Божої Неустаної Помочі, Вівтарна дружина і Марійська дружина, а також спільноти «Матері в молитві» та «Серця Христового». Парафіяни щороку беруть участь у піших прощах до Зарваниці та літніх таборах.
З 30 квітня до 6 травня 2010 року з благословення правлячого єпарха Василія Семенюка під проводом отців Редемптористів Михаїла Певчишина та Ігоря Стельмаха відбулася духовна обнова парафії — свята місія, під час якої в центрі села встановили місійний хрест. У другій половині 2010 року розпочався генеральний ремонт храму, під час якого за кошти парафіян та жертводавців було зроблено розпис, новий іконостас, тетрапод, престол та підлогу. 27 жовтня 2013 року архиєпископ і митрополит Тернопільсько-Зборівський Василій Семенюк здійснив візитацію парафії, освятивши оновлений престол, розпис та іконостас.

## Парохи
- о. Білінський (1900),
- о. Гнатів,
- о. Тарас Чорний (1940—?),
- о. М. Волохатий,
- о. М. Смалюх (1992—2001),
- о. Михаїл Бедрій,
- о. Михаїл Коцькович,
- о. Мирон Бречко.